# Daptonema circulum
Daptonema circulum is een rondwormensoort uit de familie van de Xyalidae. De wetenschappelijke naam van de soort is voor het eerst geldig gepubliceerd in 1971 door Vitiello.